# Matriu activa
El sistema de matriu activa  és una tecnologia per al control de píxels usada en certs tipus de pantalles. Aquesta tècnica s'associa principalment amb la tecnologia LCD (AMLCD) i OLED (AMOLED).
Aquesta tècnica s'integra molt bé en els dos tipus de pantalles telèfons mòbils, pantalles planes d'ordinadors i televisors.